# 괄선
괄선(括線, vinculum)은 무언가를 나타내기 위해 수학적인 표시로 긋는 수평선이다. 위나 아래에 그어져서 같이 묶이는 걸 표시한다. 대부분 현대적인 방식으로서 괄호가 그 자리를 갈음하였다.
괄선의 영어 낱말 Vinculum은 “유대(bond)”, “구속(fetter)”, “사슬(chain)” 또는 “묶음(tie)”을 나타내는 라틴어인데, 이들은 기호의 쓰임과도 연관이 있다.
괄선은 A와 B가 종점인 선분을 나타낼 수 있다:
- {\displaystyle {\overline {\rm {AB}}}}

괄선은 순환소수(repeating decimal)의 순환마디(repetend)를 나타낼 수 있다.
- 1⁄7 = 0.142857 = 0.1428571428571428571…

이와 비슷하게 순환하는 분수(periodic fraction)의 반복되는 항들을 보여주기 위해서 사용된다. 2차 무리수(Quadratic irrational)가 이러한 유일한 예다.
이것의 주요한 사용은 그룹을 나타내기 위한 표시로 괄호와 같은 기능을 했다.
{\displaystyle (a-{\overline {b+c}})}
위의 식은 b와 c를 먼저 더하고, 그 결과를 a에서 빼라는 걸 의미하는데, 오늘날은 흔히 a − (b + c)로 쓰인다.
괄선은 거듭제곱근(Nth root, radical root, 멱근 등으로 불림)의 표시로 사용되기도 한다.
{\displaystyle {\sqrt[{n}]{ab+2}}}

## 같이 보기
- 밑줄